# 659–650 př. n. l.
Století: 8. století př. n. l. – 7. století př. n. l. – 6. století př. n. l.
Roky: 679 – 670 669 – 660 – 659–650 př. n. l. – 649 – 640 639 – 630

## Události
- 657 – Kypselos se stává prvním korinthským tyranem
- 656 – Psammetik I. si podmaňuje celý Egypt a stává se prvním faraonem 26. dynastie.
- 654 – legendární datum založení Abdéry
- 652 – Babylón se v koalici s Gutejci, Amority a Elamem vzbouřil proti Aššurbanipalově Asýrii
- 650 – Povstání Messéňanů proti Spartě. Začátek Druhé messénské války. Aristomenés poráží Sparťany v bitvě u Stenykleru, ale nakonec je poražen.
- 650 – Abdéra v Thrákii je založena kolonisty z Klazomenae.

## Úmrtí
- 653 – Tantamani, poslední egyptský faraon z 25. dynastie
- 652 – Gygés, lýdský král

## Hlava státu
- Médie – Madios
- Urartu – Rusa II.
- Asýrie – Aššurbanipal
- Egypt – Tantamani, poté Psammetik I.